# Мьо
Карен Мари Огор Йорстед Андерсен (на датски: Karen Marie Aagaard Ørsted Andersen), известна със сценичното си име Мьо (MØ), е датска певица и авторка на песни.
Започва да се занимава с музика през 2007 г. През 2013 г. Мьо пуска на пазара своя първи мини албум, озаглавен „Bikini Daze“, а през 2014 г. издава първия си дебютен студиен албум „No Mythologies To Follow“, който ѝ носи огромна популярност. Същата година печели 4 награди в категориите „Дебют на годината“, „Песен на годината“, „Най-добър изпълнител на годината“ и „Клип на годината“, на Датските музикални награди.

## Кариера

### 2007 – 2012
MØ и нейната приятелка Джосефин Стракман създават пънк дуото MOR (в превод от датски – майка) през 2007 година, и издават два минижалбума „Fisse I Dit Fjæs“ и „Vanvidstimer“ през 2009 и 2011 година. Дуото се разпада през септември 2012 година.

### 2012 – 2015
През януари 2013 година MØ издава дебютния си самостоятелен сингъл „Glass“, а през пролетта на същата година издава още два – „Pilgrim“ и „Maiden“. На 17 октомври издава първия си мини албум „Bikini Daze“, който включва четири песни. На 7 март 2014 година издава първия си албум „No Mythologies to Follow“, който включва 12 песни. В подкрепа на албума певицата предприема световно турне.

## Дискография

### Сингли
Самостоятелни
- „Maiden“ (2012)
- „Glass“ (2013)
- „Pilgrim“ (2013)
- „Waste of Time“ (2013)
- „XXX 88“, с участието на Diplo (2013)
- „Never Wanna Know“ (2014)
- „Don’t Wanna Dance“ (2014)
- „Walk This Way“ (2014)
- „Say You’ll Be There“ (2014)
- „New Year’s Eve“ (2014)
- „Kamikaze“ (2015)
- „Final Song“ (2016)

Съвместни
- Iggy Azalea – „Beg For It“ (2014)
- Elliphant – „One More“ (2014)
- Major Lazer & DJ Snake – „Lean On“ (2015)
- Major Lazer – „Lost“ (2015)
- Bleachers – „You're Still a Mystery“ (2015)